# Лісове (Баштанський район)
Лісове — селище в Україні, у Володимирівській сільській громаді Баштанського району Миколаївської області. Населення становить 105 осіб.